# Bohdan Szyszkowski
Bohdan Szyszkowski (ur. 20 czerwca 1873 w Trybuchach na Podolu, zm. 13 sierpnia 1931 w Myślenicach) – polski chemik.
Uczęszczał do Gimnazjum w Żytomierzu w 1891 zdając maturę i podejmując studia na Wydziale Fizyczno-Matematycznym Uniwersytetu Noworosyjskiego w Odessie, a później przeniósł się na Uniwersytet Kijowski. Studia ukończył w 1896 ze złotym medalem. Stopnie naukowe magistra i doktora w Uniwersytecie Kijowskim, jako stypendysta tego Uniwersytetu studiował w latach 1896–1898 w Lipsku u prof. Wilhelma Ostwalda, w latach 1898–1900 w Londynie u prof. Williama Ramsaya. W 1907 uzyskał habilitację z chemii fizycznej w Uniwersytecie Kijowskim. W latach 1907–1919 wykładał na Uniwersytecie i Politechnice w Kijowie, pełniąc obowiązki asystenta chemii i elektrochemii tych dwóch uczelni. W latach 1916–1919 był rektorem Polskiego Kolegium Uniwersyteckiego w Kijowie. Od 1920 roku profesor na Uniwersytecie Jagiellońskim w latach 1920–1931 kierował Katedrą Chemii Fizycznej i Elektrochemii UJ. Fizykochemik, twórca równania opisującego zależność między napięciem powierzchniowym a stężeniem roztworu, które zostało nazwane jego imieniem. W 1922 został profesorem kontraktowym Akademii Górniczej.
Jego działalność naukowa dotyczyła głównie chemii fizycznej. Zajmował się m.in. dysocjacją elektrolityczną i asocjacją w roztworach niewodnych.
Członek Polskiego Towarzystwa Chemicznego, w latach 1921–1922 przewodniczący krakowskiego oddziału PTChem., następnie wiceprezes (1927–1929) i prezes (1929–1930) Towarzystwa. 7 czerwca 1929 został wybrany na członka korespondenta PAU.
Prowadził badania wspólnie z Ernestem Rutherfordem, Svante Arrheniusem. Temu ostatniemu poświęcił książkę Svante Arrhenius. Uczony i człowiek (1928).
Zmarł w wyniku wieloletniej gruźlicy płuc. Pochowany został na cmentarzu Rakowickim w Krakowie, w kwaterze XXVIIIb.

## Równanie Szyszkowskiego
Bohdan Szyszkowski opublikował w 1908 r. równanie, które zostało potem nazwane od jego imienia. Jest to równanie empiryczne, opisujące zmianę napięcia powierzchniowego roztworu pod wpływem zmiany stężenia roztworu:
{\displaystyle {\frac {\gamma _{0}-\gamma }{\gamma _{0}}}=B\ln \left(1+{\frac {c}{A}}\right),}
gdzie {\displaystyle \gamma } to napięcie powierzchniowe roztworu, {\displaystyle \gamma _{0}} to napięcie powierzchniowe czystego rozpuszczalnika, c oznacza stężenie roztworu, B to stała charakterystyczna dla danego szeregu homologicznego, A – stała charakterystyczna dla danego związku.
Szyszkowski otrzymał tę zależność, badając napięcia powierzchniowe wodnych roztworów kwasów tłuszczowych (C3 do C6).